# Lärlingsutbildning
En lärlingsutbildning är en arbetsplatsförlagd yrkesutbildning.

## Europa
I många europeiska länder, inte minst Tyskland och Österrike, är lärlingsutbildning den vanliga vägen för yrkesutbildning.

### Schweiz
Även i Schweiz är lärlingsutbildningarna de vanligaste yrkesutbildningarna. Lärlingarna tillbringar den största delen av arbetsveckan på arbetsplatsen, men de har även schemalagd utbildning i språk, matematik, orienteringsämnen och yrkeskunskap i en kommunal yrkesskola. Utbildningens längd är mellan två och fyra år beroende på vilket yrke som lärs. Utbildningen avslutas vanligen med ett praktiskt avslutsarbete och ett läroavslutsprov.
Efter framgångsrikt avslutad utbildning kan lärlingarna söka till fackhögskolor, inklusive ingenjörsskolor.

## Sverige
I Sverige bedrivs lärlingsutbildning på flera nivåer i utbildningssystemet.
- Lärlingsutbildning som gymnasial utbildning. Eleven lär sig yrket av sin handledare på arbetsplatsen.[1] Skolan ansvarar för att dokumentera elevens lärande enligt de nationella kursmålen.

- Lärlingsutbildning som eftergymnasial utbildning i vissa branscher för att uppnå yrkesbevis.

- Lärlingsutbildning som arbetsmarknadsåtgärd för arbetslösa.

### Fotnoter
1. ↑  ”Att vara lärling”. Gymnasieguiden. https://www.gymnasieguiden.se/informeras/att-vara-laerling. Läst 17 mars 2017.